# Alcmaria
Alcmaria est une variété de pomme de terre créée aux Pays-Bas en 1969 par l'obtenteur PGV (Proefstation voor de Groenteteelt in de Vollegrond) à Alkmaar.
C'est une variété très précoce, aux tubercules ovales à chair de couleur jaune pâle, qui est souvent cultivée pour la production de pommes de terre primeurs, en particulier en Italie. C'est notamment l'une des variétés agréées pour la production de la pomme de terre de l'île de Ré (AOC/AOP).
Cette variété est inscrite au catalogue européen des espèces de grandes cultures et plants de pomme de terre en France et aux Pays-Bas depuis 1972.
Elle a une chair ferme mais se conserve mal.
La plante résiste bien à la sécheresse, et donne une fleur de couleur rouge violacé.